# Guillaume Fillastre der Jüngere

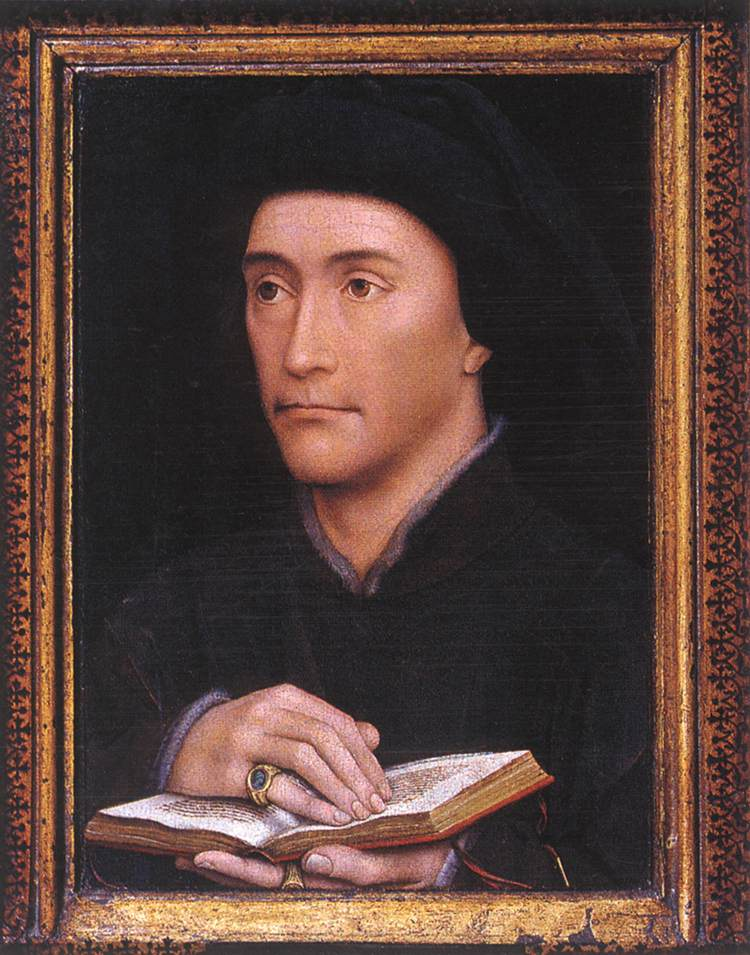
Vermutliches Porträt von Guillaume Fillastre, um 1440, Rogier van der Weyden zugeschrieben

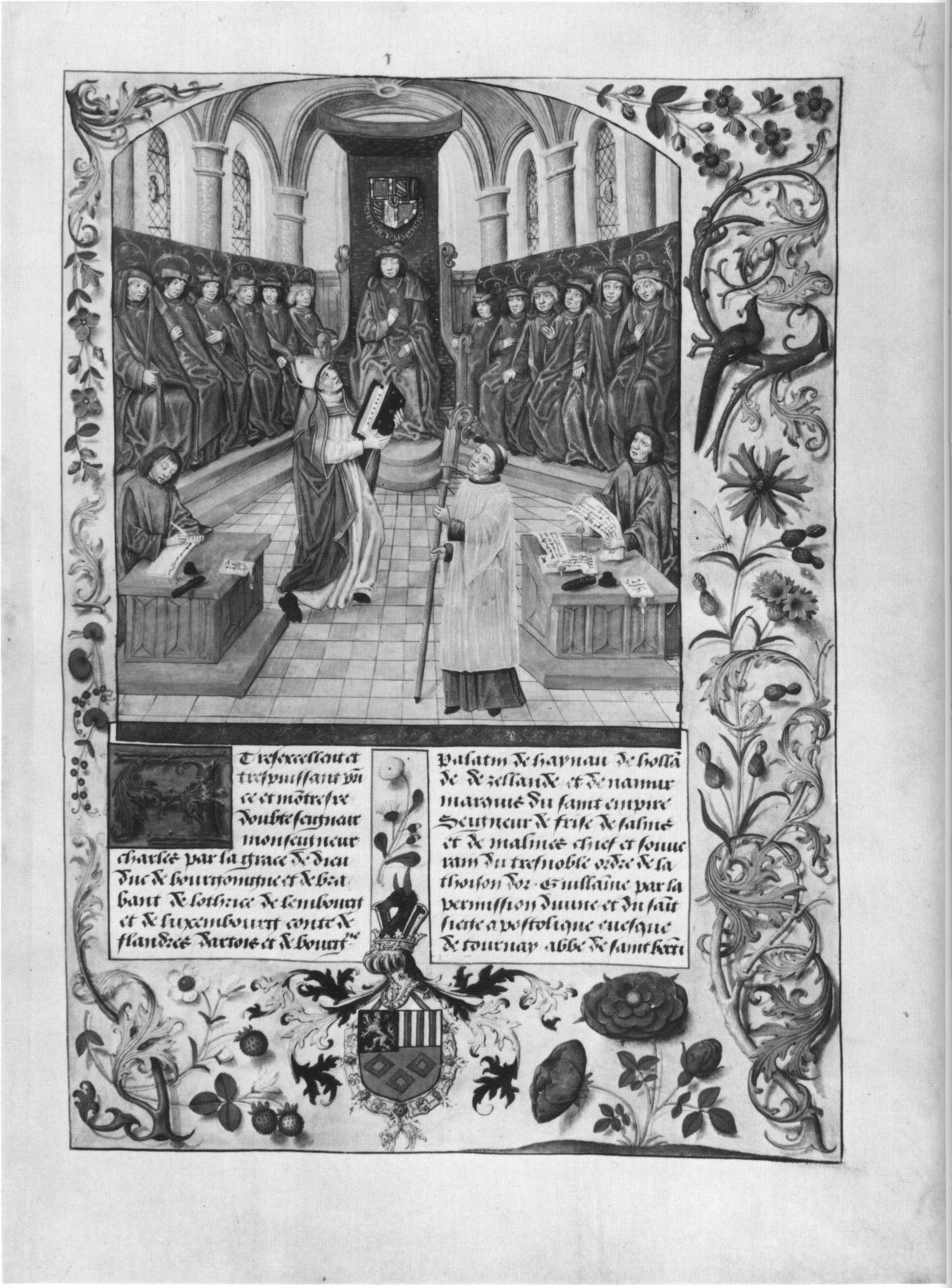
Buchmalerei in einer Handschrift von Guillaumes Histoire de la Toison d’Or. Das Bild zeigt eine Sitzung des Kapitels des Ordens vom Goldenen Vlies. Vorn links Guillaume Filastre im Bischofsornat, in der Mitte sitzend Herzog Karl der Kühne. Wien, Österreichische Nationalbibliothek, Cod. 2541, fol. 4r (1473)

Guillaume Fillastre der Jüngere (* nach 1400; † 1473 in Tournai) war ein französischer Bischof und Ratgeber am Hof von Burgund unter Philipp dem Guten und Karl dem Kühnen.

## Leben
Als illegitimer Sohn des Kardinals Guillaume Fillastre („der Ältere“) studierte er zunächst Kirchenrecht in Bologna und Paris. An der Universität Bologna studierte er vor 1419 mit Tommaso Parentucelli zusammen, dem späteren Papst Nikolaus V., von dem er im Laufe seiner späteren Karriere Vergünstigungen erhalten haben soll. Bereits 1426 bekam er von seinem Vater das erste Benefizium, das Benediktinerpriorat Sermaize in der Champagne. 1428 erlangte er in Paris das Bakkalaureat. Dort lernte er zahlreiche Höflinge und Würdenträger kennen und stand verschiedenen Vertretern der königlichen Familie Anjou nahe. Ab 1430 hielt er in Paris keine Vorlesungen mehr, was er in den folgenden Jahren genau tat, ist unklar. Wahrscheinlich hielt er sich als Berater in der Umgebung eines Hochadligen auf. Jedenfalls wurde ihm 1431 von Papst Eugen IV. die Abtei Saint-Thierry bei Reims verliehen, die sich seit Jahrzehnten in den Händen von Anjou-Parteigängern befand. Die Ernennung zum Abt des angesehenen Benediktinerklosters bedeutete eine merkliche Rangerhöhung, allerdings hatte die Abtei massive finanzielle Probleme und war nicht leicht zu verwalten. Fillastre musste sogar seinen Abtsstab versetzen und konnte mehrere Jahre seine Schulden nicht bezahlen. Daraufhin änderte er seine Pläne und schrieb sich 1433 an der Universität Löwen ein. Anschließend hielt er sich vermutlich ohne große Unterbrechungen an der Universität auf und erlangte im Januar 1436 sein Lizenziat und das Doktorat im Kirchenrecht. Bald darauf verließ er Löwen und begab sich wieder in die Dienste von Fürstenhöfen. Eine akademische Laufbahn verfolgte er nicht, sondern strebte als gut qualifizierter Absolvent dreier Universitäten, nomineller Abt von Saint-Thierry und Rat von Frankreich nach politischen Aufgaben.
Einen ersten Höhepunkt seiner Karriere erreichte er mit seiner Ernennung zum Bischof von Verdun im Mai 1437 mit knapp über dreißig Jahren. Nur wenige gelehrte Räte erlangten einen Bischofsstuhl. Sein Vorgänger hatte sich das Nachbarbistum Toul von einem verstorbenen Verwandten transferieren lassen und wollte Verdun aufgeben, weil die kleinere und mit hohen Schulden belastete Diözese kaum Einnahmen generierte. Zudem lag er in einem schweren Konflikt mit dem Domkapitel. Guillaume sollte das beinahe bankrotte Bistum sanieren, da er sich in Saint-Thierry in ähnlicher Lage bewährt hatte. Da er sich in Italien aufhielt, als er die Ernennung erhielt, ließ er sich mit Sondererlaubnis des Papstes in Bologna zum Bischof weihen und besuchte sein Bistum erst ein halbes Jahr später. Einfluss auf die Bistumsführung besaß er trotz des mit dem Amt verbundenen ansehnlichen Titel- und Güterbesitzes kaum, da das Domkapitel seine Amtsführung erschwerte und ihm mehrfach die Kreditaufnahme verweigerte. Trotz anfänglicher Erfolge wuchsen ihm die finanziellen Schwierigkeiten letztlich über den Kopf und der Sanierungsversuch entwickelte sich zu einem persönlichen Desaster. Wohl als Reaktion auf die Nachricht vom Tod König Sigismunds verließ er Verdun Anfang Januar 1438 überraschend und hielt sich längere Zeit als politischer Berater in den Niederlanden und Burgund auf. Schon im September 1438 spielte er mit dem Gedanken, sein Bistum zu verpfänden, was den Widerstand des Kapitels herausforderte. Dennoch verpachtete er den weltlichen Besitz des Bistums komplett an seinen Amtsvorgänger Louis d’Haraucourt und den lothringischen Adligen Colard de Saulcy, um ein gesichertes Einkommen zu erhalten. Er selbst behielt nur die geistlichen Vollmachten. Von Anfang an kam es allerdings zu Streitigkeiten mit den Pächtern, die sich zunehmend verschärften; und um die Jahreswende 1438/39 kam ein heftiger Konflikt mit dem Domkapitel hinzu.
Seit Herbst 1438 gehörte Guillaume der Gesandtschaft König Karls VII. zum Konzil von Basel an, nahm an deren Reiseaktivitäten allerdings zunächst kaum teil. Im Frühjahr 1439 reiste er mit den Gesandten nach Mainz und Basel, kehrte aber rasch wieder in sein Bistum zurück. Erst ab Mai 1439 hielt er sich länger beim Konzil auf, wo es ihm gelang, die Streitigkeiten mit seinem Kapitel klären zu lassen. Im gleichen Monat nahm er an der Sitzung des Basler Konzils teil, in der es die Superiorität des Konzils über den Papst feststellte, eine Entscheidung, die ihm zutiefst widerstrebte. In späteren Äußerungen verurteilte er sie harsch und beschrieb ihr Zustandekommen in verzerrenden, wenig glaubwürdigen Darstellungen. Nicht lange danach scheint er das Konzil verlassen zu haben und war spätestens im September wieder in Verdun, wo seine Lage inzwischen aussichtslos geworden war. Er wurde faktisch entmachtet und jeder Möglichkeit beraubt, die enormen Schulden abzubauen. Als ihn sein einziger Verbündeter, Herzog René von Anjou, der ihm das Amt verschafft hatte, ebenfalls fallen ließ, verließ er Verdun und trat als Diplomat in die Dienste Herzog Philipps von Burgund.
Seine Versuche, sich von Verdun auf ein anderes Bistum transferieren zu lassen, das im Einflussbereich seines neuen Herrn lag, scheiterten zunächst. Allerdings gewann er die Zuneigung der Herzogin Isabella, die ihn als Diplomaten schätzte und in seinen Bemühungen unterstützte. Mit der Anstellung Guillaumes und ähnlich qualifizierter Berater sicherte sich das Herzogspaar exzellente Fachleute, die wertvolle Kenntnisse und Verbindungen mitbrachten. In den ersten fünfeinhalb Jahren in burgundischen Diensten erledigte er zwölf diplomatische Missionen und war dabei wenigstens 28 Monate unterwegs. Wie hoch sein persönlicher Anteil an den Ergebnissen der Gesandtschaften war, lässt sich nicht immer im Einzelnen feststellen, aber seine Fähigkeiten müssen beeindruckt haben, denn das Herzogspaar betraute ihn immer wieder mit anspruchsvollen Aufgaben. Vom Winter 1446 bis ins Frühjahr 1447 musste er sich nach längerer Zeit wieder mit Vorgängen in seinem kaum rentablen Bistum Verdun befassen, die durch gewaltsam eskalierende Streitigkeiten zwischen Domkapitel und Magistrat der Stadt entstanden waren und seine Situation als auswärts residierender Ortsbischof im Ergebnis untragbar werden ließen. Herzog Philipp konnte ihm in dieser Angelegenheit aus politischen Gründen, die mit der Lage Verduns in dem zwischen Burgund, Frankreich und dem Römisch-Deutschen Reich umstrittenen Herzogtum Lothringen zusammenhingen, nicht wirkungsvoll beistehen. Wenige Monate später, am 13. Oktober 1447, ließ der Herzog seinen Ratgeber vom neu gewählten Papst Nikolaus V., dem früheren Studienkollegen Guillaumes, zum Kommendatarabt des Klosters Saint-Bertin in Saint-Omer ernennen, womit sich seine Einnahmen deutlich verbessern sollten. Wider Erwarten eskalierte der Konflikt mit den Mönchen der Abtei, die die Ernennung nicht hinnehmen wollten, einen eigenen Abt aus ihren Reihen wählten und den König von Frankreich um Hilfe baten, bis hin zur Anwendung von Gewalt, mit der Philipp der Gute die Abtei gefügig machte und ihre Pfründe dauerhaft an den burgundischen Hof band. Ende 1448 bot sich die Gelegenheit zur Lösung der Probleme Guillaumes in Verdun durch einen Tausch gegen das Bistum seines Amtsvorgängers Louis d’Haraucourt, der in Toul ebenfalls in eine ausweglose Lage geraten war und sein Bistum verlassen wollte. Gegenstand des Vertrags waren vor allem finanzielle Absprachen. Louis verlangte einen erheblichen Ausgleich dafür, vom finanziell soliden Bistum Toul nach Verdun zurückzukehren. Mit Genehmigung des Papstes, die Guillaume mit Unterstützung des Herzogs bei einer Romreise im März 1449 einholte, wurde der Bistumstausch vollzogen. Der Papst genehmigte auch, dass Guillaume das Bistum Toul und die Abtei Saint-Bertin gleichzeitig innehaben durfte und regelte die Einzelheiten der Übergabe des Klosters. Saint-Bertin und das im Vergleich zu Verdun wesentlich einnahmeträchtigere Bistum Toul sicherten ihm ein komfortables Einkommen und befreiten ihn von den bisherigen finanziellen Sorgen, da sich die aufwändige Lebensführung eines Bischofs trotz großzügiger herzoglicher Besoldung nicht allein aus den Einkünften seiner Ratgebertätigkeit finanzieren ließ.
Guillaumes lange Abwesenheiten machten es im Kloster wie in seinen Bistümern notwendig, dass er vor Ort über Stellvertreter und Vertraute verfügte, die etwa anfallende Angelegenheiten in seinem Sinne regelten. Hierzu bediente er sich in seinen Bistümern der praktisch autonom agierenden Generalvikare und Offiziale, im Kloster einer Gruppe von Mönchen. Bei einer Feier im Dezember 1453, als er als  Abt sein Kloster Saint-Bertin besuchte und aus dem Stegreif eine viel gelobte Rede hielt, waren im Konvent keine Vorbehalte gegenüber Guillaume mehr zu spüren.
1461 wurde Guillaume dann bis zu seinem Tod Bischof von Tournai. Im gleichen Jahr wurde er in Saint-Bertin zum Kanzler des Ordens vom Goldenen Vlies ernannt. 1468 überreichte er Karl dem Kühnen die ersten Seiten seines großen Traktats über den Orden, den dessen Vater, Philipp der Gute, gestiftet hatte. Dieses dreibändige Werk auf Französisch wurde 1473 fertiggestellt.